# Tranquil Isolation
Tranquil Isolation är ett studioalbum av Nicolai Dunger, utgivet 2002. På skivan medverkar bl.a. Will Oldham, som även var producent.
Albumet är, enligt Nicolai Dunger själv, "en skiva som gör något väsen av sig. Blues och lite 20-tal, och folk." Han säger vidare att "Visst är det en "amerikansk" skiva på många sätt, men där finns också en nordisk touch, och det är det som Will Oldham är så förtjust i - den blåa nordiska tonen. Det är klart att amerikanerna uppfann bluesen, men varje land har sin folkton."

## Låtlista
1. "Last Night I Dreamt of Mississippi" - 6:28
2. "Hey Mama" - 3:30
3. "Hundred Songs" - 4:41
4. "First Runaway" - 2:58
5. "Me, Ray and J.R." - 5:19
6. "Ol' Lovers" - 5:22
7. "Truth About the Blues" - 4:55
8. "Tribute to Tim Hardin" - 3:36
9. "Good Man" - 1:30
10. "Vem kan segla förutan vind?/Du är den ende" - 1:32 (trad.)
11. "Wonders" - 4:11
12. "Tale of Old Nanny" - 3:12
13. "Going Home for Christmas" - 4:32

## Musiker
- Nicolai Dunger - sång, akustisk gitarr, elektrisk gitarr, piano, munspel
- Will Oldham - sång, akustisk gitarr, elektrisk gitarr, piano
- Paul Oldham - bas
- Peter Townsend - trummor
- Jessica Billey - fiol
- "Wink" - sologitarr på "Hey Mama" och "Ol' Lovers"

## Mottagande
Skivan fick överlag ett gott mottagande när den kom. Svenska Dagbladet gav skivan 5/6. Pitchfork Media poängsatte skivan 7,7/10 där Dungers sånginsatser framhölls som särskilt positiva, medan textförfattandet, enligt recensenten, lämnade en del övrigt att önska. Allmusic.com gav skivan 4/5.

## Listplaceringar
| Lista (2002) | Topplacering |
| ------------ | ------------ |
| Sverige      | 40           |